# Gaetano de Ruggiero
Gaetano de Ruggiero (12 de janeiro de 1816 - 9 de outubro de 1896) foi um cardeal italiano da Igreja Católica que trabalhou na Cúria Romana e tornou-se cardeal em 1889.

## Biografia
Gaetano de Ruggiero nasceu em Nápoles em 12 de janeiro de 1816. Estudou com os barnabitas e os [jesuítas]] e, mais tarde, na Universidade de Nápoles.
Dirigiu a revista Liberta cattolica. Foi para Roma em 1847 e tornou-se referendário do Tribunal da Assinatura Apostólica da Justiça e da Graça. Mais tarde, foi juiz do Sagrada Congregação da Consulta. Consultor da Sagrada Congregação dos Bispos e Regulares e Regente da Chancelaria Apostólica, entre 1877 e 1889. Economista e secretário da Sagrada Congregação da Reverenda Fábrica de São Pedro, de 18 de abril de 1885 até 1889. Foi também cônego do capítulo da Basílica de São Pedro.
Foi criado cardeal pelo Papa Leão XIII, no Consistório de 24 de maio de 1889, recebendo o barrete vermelho e o título de cardeal-diácono de Santa Maria em Cosmedin em 27 de maio.
Executor da bula papal do Papa Bento XIV sobre o Santuário de Assis, 6 de agosto de 1889. Prefeito da Economia da Congregação de Propaganda Fide e presidente geral da Câmara dos Despojos, desde 3 de outubro de 1889. Foi secretário dos Breves Apostólicos, a partir de 25 de junho de 1894. Além disso, foi grão-chanceler das Pontifícias Ordens Equestres.
Ele morreu em 9 de outubro de 1896, após uma longa doença, em Roma. Foi velado na igreja de Sant'Andrea della Valle, onde se realizou o funeral e sepultado na capela do capítulo vaticano, no cemitério Campo di Verano, em Roma.